# 王嘉賓 (江蘇議員)
王嘉宾（1865年—1912年）字鹿鸣，江苏高淳人。清朝及中华民国政治人物。

## 生平
光绪十九年（1893年）王嘉宾中举人，获第一名（解元）。
中华民国成立后，王嘉宾于1912年出任北京临时参议院议员，10月中旬辭職；同年由王立廷接替其议员职务。

## 著作
- 王解元遗稿，民国19年木活字排印本[1]